# (5182) Bray
(5182) Bray es un asteroide perteneciente al cinturón de asteroides, descubierto el 1 de julio de 1989 por Eleanor F. Helin desde el Observatorio del Monte Palomar, Estados Unidos.

## Designación y nombre
Designado provisionalmente como 1989 NE. Fue nombrado Bray en honor al doctor Olin D. Bray con motivo de su 85 cumpleaños, el 28 de agosto de 1992. Fue un médico que ejerció en el Ejército de los Estados Unidos ayudando y salvando muchas vidas, asimismo fue el médico de cuatro generaciones de la familia de la descubridora y su esposo así como un gran amigo.

## Características orbitales
Bray está situado a una distancia media del Sol de 2,587 ua, pudiendo alejarse hasta 2,999 ua y acercarse hasta 2,174 ua. Su excentricidad es 0,159 y la inclinación orbital 15,86 grados. Emplea 1519,94 días en completar una órbita alrededor del Sol.

## Características físicas
La magnitud absoluta de Bray es 12,5. Tiene 9 km de diámetro y su albedo se estima en 0,272.